# Municipio de Lincoln (condado de Calhoun)
El municipio de Lincoln (en inglés: Lincoln Township) es un municipio ubicado en el condado de Calhoun en el estado estadounidense de Iowa. En el año 2010 tenía una población de 1915 habitantes y una densidad poblacional de 20,93 personas por km².

## Geografía
El municipio de Lincoln se encuentra ubicado en las coordenadas 42°30′35″N 94°30′40″O / 42.50972, -94.51111. Según la Oficina del Censo de los Estados Unidos, el municipio tiene una superficie total de 91.48 km², de la cual 91,13 km² corresponden a tierra firme y (0,38 %) 0,34 km² es agua.

## Demografía
Según el censo de 2010, había 1915 personas residiendo en el municipio de Lincoln. La densidad de población era de 20,93 hab./km². De los 1915 habitantes, el municipio de Lincoln estaba compuesto por el 99,27 % blancos, el 0,21 % eran amerindios, el 0,16 % eran de otras razas y el 0,37 % eran de una mezcla de razas. Del total de la población el 0,89 % eran hispanos o latinos de cualquier raza.